# Јездимир Дангић
Јездимир Дангић (Братунац, 4. мај 1897 — Сарајево, 22. август 1947) био је српски и југословенски правник, жандармеријски мајор распоређен у састав Дворске жандармерије, која је била задужена за обезбеђење краљевске породице, њихових објеката као и владиних министара и здања у Краљевини Југославији. У Другом светском рату је био начелник Команде Источне Босне и Херцеговине Југословенске војске у Отаџбини и вођа Српског устанка од августа 1941. до априла 1942. године у Источној Босни која се тада налазила у саставу НДХ. Против мајора Дангића и српских устаника, немачко-хрватске окупационе снаге су предузеле више непријатељских офанзива. Током једне, јануара 1942. његове снаге су претрпеле значајне губитке у људству и територији, али га нису уништиле. Тада му Немачка војна команда окупиране Србије на челу са генералом Паулом Бадером, чије су снаге биле задужене за овај простор НДХ, нуде преговоре о статусу источне Босне, које је у договору са осталим српским вођама устаника прихватио.
Почетком фебруара 1942. у Београду су одржани преговори између вође српских устаника мајора Јездимира Дангића са једне стране и немачких војних власти у Србији и представника власти НДХ са друге стране, док је посредник била влада Милана Недића. Ови преговори су убрзо пропали јер је усташко руководство упутило протестну ноту Немцима уз образложење да се део територија НДХ као међународно признате државе не може одвајати од њене целине, после чега је и немачка команда у Србије обавештена да прекине преговоре сваке врсте са побуњеницима.
Након овог немачко-хрватске снаге предузимају највећу до тада офанзиву на српске устанике на челу са мајором Дангићем априла 1942. под шифрованим називом „Операција Трио“, чију је главну ударну снагу представљала хрватска Црна легија под командом Јуре Францетића, која је извршила масовне злочине над српским цивилима и заробљеним четницима у селу Стари Брод на реци Дрини. Током ове офанзиве немачке снаге заробљавају мајора Дангића и одводе у заробљеништво, у логор Стриј, у Пољској. Августа 1944. мајор Дангић успева да побегне из заробљеништва и придружује се Армији Крајова током Варшавског устанка у коме има значајне заслуге. Након слома устанка заробљава га Црвена армија која га као особу од високог значаја спроводи у затвор Лубјанку у Москву, а потом су га испоручили ФНР Југославији у којој је на власт дошла КПЈ на челу са Јосипом Брозом Титом. Осуђен је на казну смрти и погубљен је у Сарајеву 1947.

## Биографија
Рођен је у Братунцу 1897. године, као свештеничко дете. Још као ђак тузланске Гимназије и припадник револуционарне омладине „Млада Босна“ осуђен је на три и по године затвора због велеиздаје Аустроугарске. Казну је одробијао у Тузли и Зеници, у време трајања Првог светског рата.
После рата, студирао је правне науке и радио у тузланском крају као полицијски чиновник и резервни коњички потпоручник.
3. јануара 1928. године преведен је у активну жандармеријску службу, са чином жандармеријског потпоручника.
У марту 1941. је добио награду за дело "Глад и тамница".

### Други светски рат
За време Априлског рата 1941. Дангић је био командир Дворске жандармеријске чете која је пратила краља Петра II од Београда до Никшића. Мајор Дангић је избегао заробљавање од стране Немаца, и ускоро преко браће Тодоровића, активних генералштабних мајора, ступио у везу са пуковником Дражом Михаиловићем на Равној гори.
По формирању ЈВуО, генерал Михаиловић му даје задатак да формира корпусне групе на простору источне Босне, а затим га је ставио за команданта корпуса источне Босне. 
Поред вођења непрестаних борби пред Дангићем је био још један озбиљан задатак прихват многобројних српских породица, углавном жена, деце и стараца, избеглих испред усташких злочина, и њихово пребацивање преко Дрине у Србију. У складу с четничком политиком у том часу, Дангићеве јединице су сарађивале су у почетку, иако ретко, с партизанима и наставили у извесној мери ту сарадњу и након раскола између четника и партизана у Србији. За време привремене сарадње са партизанским снагама, Дангић са својим одредима заузима десетак већих места: Братунац, Сребреницу, Власеницу, Олово, Рогатицу, Фочу, Горажде и Чајниче. Не успевајући да се договори са комунистима о заједничким борбама против усташа, мајор Дангић испред четничких одреда објављује позив народу Босне да се сам бори против усташа 1. октобра 1941.
У Власеници је 16. октобра 1941. одржана конференција представника партизанских и четничких јединица источне Босне ради рашчишћавања међусобних несугласица. Конференција није успела и четници су 17. октобра. 1941. у Власеници, на својој скупштини, изабрали Привремену управу источне Босне и раскинули споразум о сарадњи с партизанима. Од тога времена Дангић и његови четници су прешли на разбијање НОП-а у источној Босни.
Према извештају београдског Абвера од 29. септембра 1941, заснованом на извјештајима једног поузданика који је био у додиру с њим, каже се да је имао „добре односе с Немцима и да је чинио све како би избегао сукоб између својих трупа и Немаца.“ Дангићев првобитни циљ био је да заштити српско становништво од усташа. Дангић је практично од свог доласка у Босну одржавао контакте с Владом народног спаса формиране отприлике у исто време. Мајор Дангић се обратио за помоћ Милану Недићу и почиње прве преговоре о помоћи Милана Недића Србима који живе у Босни. Након почетка сукоба између партизана и четника у Србији, Дангић је постао главни фактор поларизације између партизана и четника у источној Босни. Ослабљени Немци су били заинтересовани да ојачају антипартизански фронт у источној Босни, а сваку помоћ коју би им Дангићеве јединице, које су наводно имале око 10.000 људи, је одговарало и Паулу Бадеру, војном управнику Србије, који је био одговоран за борбу против устаника и на територију НДХ.
У јануару 1942. Дангићева сарадња сматрана је још вреднијом, јер је у источну Босну стигао Тито са Првом пролетерском бригадом. Кад су Немци и хрватске квислиншке трупе отпочеле 17. јануара 1942. операцију чишћења источне Босне, Дангић је наредио четницима да се не одупиру непријатељским снагама. Немци су за неколико дана успело пробити неке партизанске положаје и операција је завршила одбацивањем партизана на југ, према Фочи у италијанској окупационој зони.
Да би добили четничку помоћ и продубили јаз између партизана и четника, Немци су Дангића, иако још увек Михаиловићевог човека, позвали крајем јануара у Београд на договор с Бадером и Недићем. Како се договор тицао источне границе НДХ, у Београд су позвани представници НДХ, министар Вјекослав Вранчић и домобрански пуковник Федор Драгојлов, и немачки амбасадор у Загребу Зигфрид Каше. Они су се, као и представник немачког министарства спољних послова Феликс Бенцлер, супротставили овом споразуму. Како је НДХ била вреднији немачки савезник од Недићевог режима, то противљење навело је Бадера да промени мишљење и одлучио је да не потпише споразум. Немачки командант Југоистока Кунце је сумњао да Дангић жели тек добити на времену, припремајући источну Босну подручје за касније прикључење Србији, па је 12. фебруара ставио вето на закључење споразума. Упркос чињеници да споразум никад није био потписан и и да је добио вето од Кунцеа, чини се да су заинтересоване стране наставиле с колаборацијом наредних недеља, под условом да Дангић делује само у Босни.
Међутим, почетком априла Дангић је начинио грешку и отишао у Србију гдје се састао с Недићевим представницима и разним четничким војводама да излаже тешко стање српског живља под усташама. По повратку Јездимира Дангића у Босну, одсео је неколико дана у Ваљеву где је одржао један збор на коме је позивао на устанак Срба против усташа. Међутим, агенти Анта Павелића који су надгледали овај збор су одмах дојавили немачким властима у Загребу да Дангић сарађује са владом Милана Недића против усташа у Босни, а тиме и против Вермахта. Чим је немачки отправник послова Едмунд Глез фон Хорстенау о овоме обавестио Берлин, Милан Недић је морао да се правда пред генералом Францом Бемеом. Убрзо након тих састанака, специјални агенти службе Абвера су пронашли Дангића у месту Рогачица близу Бајине Баште и у ноћи 11. и 12. априла 1942. га заробили на спавању. Према комунистичкој историографији, која је дуго важила као једина релевантна, овом акцијом је руководио официр српских добровољаца Милош Војновић, који је имао конспиративно име Хајнрих Лаутнер. По другим наводима, за које постоје историјски извори првог реда (Изводи из књиге примљених телеграма штаба Драже Михаиловића од 19. марта до 18. априла 1942. године и Извештај мајора Радослава Бурића од 26. марта 1942. Дражи Михаиловићу о војно-политичкој ситуацији у Источној Босни и стању четничких јединица), може се закључити да су Дангића ухапсили Немци, а да су информације добили од доушника из Бања Луке. Хајнрих Лаутнер није никакво конспиративно име, већ се ради о Милошу Војновићу Лаутнеру - пилоту, инструктору скијања и летења, алпинисти, скијашу, једриличару, а током Другог светског рата капетану командант Четвртог батаљона Српског добровољачког корпуса, који је рођен као Хенрик Лаутнер, a у Србију дошао 1938, где се оженио, променио вероисповест и у узео српско име Милош Војновић.
Дангић је по наређењу немачког команданта Југоистока послан у заробљенички логор Стриј у окупираној Пољској. Немци су сумњали да Дангић и још неки четнички официри у југоисточној Босни и у Херцеговини покушавају склопити некакве договоре с Италијанима, за случај да крену у источну Босну преко демаркационе линије. Усташе су били врло забринуте читавим случајем око Дангића, верујући да се ради о завери против Независне Државе Хрватске. Успели су некако поновно снабдети и ојачати своју Црну легију (око 1.500 људи) хрватским и муслиманским избеглицама из источне Босне и почетком априла послати је на подручје између Сарајева и реке Дрине, где је четницима нанела велике губитке и вршила крвопролића међу српским делом становништва.
Иако споразум између Дангића и генерала Бадера није никада ступио на снагу, помогао је да се рашчисте односи између генерала Недића, Немаца и разних четничких вођа. Немци су неко време по том обрасцу успостављали контакте с неким четничким командантима. Генерал Кунце забранио је својом директивом од 15. априла 1942. јединицама Вермахта да преговарају с побуњеничким групама, пошто би се такви преговори тумачили као слабост немачке војске.

### Заробљеништво и смрт
Као заточеник логора остао је све до почетка Варшавског устанка у августу 1944. Под заповедништвом генерала Бора Коморовског служио је као командант пешадијске бригаде за ослобођење Пољске од Немаца. Као и многе пољске официре, Совјети су га заробили и одвели у затвор Лубјанка у Москву.
Након успостављања дипломатских односа нове Југославије и земаља антифашистичког блока, мајор Дангић је изручен југословенским властима да му буде суђено за издају земље. Суђење мајору Јездимиру Дангићу је почело фебруара месеца 1947. пред Војним судом 3. армије у згради данашњег пословног центра Скендерија у Сарајеву. Дангић је изведен пред суд под оптужбама да је помагао четнички покрет Драже Михаиловића, да је вршио масовне злочине, да је сарађивао са колаборационом владом Милана Недића, да је сарађивао са италијанским и немачким окупаторима и за издају земље. Осуђен је на смртну казну и истог месеца стрељан.